# Tomba della Pania
La Tomba della Pania  (littéralement « tombe de la Pania ») est une tombe étrusque proche de la ville de Chiusi, dans la province de Sienne en Toscane, à la limite de l'Ombrie. Elle est située sur le lieu-dit Melagrano-La Macchia-Pania, peu distant du centre habité.

## Description
La Tomba della Pania est l'une des tombes les plus anciennes datant du VIe siècle av. J.-C.
L'ensemble décoratif est très simple contrairement au trousseau des deux défunts, l'un inhumé et l'autre incinéré : bibelots en métal et buccheri, armes et surtout la fameuse Situla della Pania, une pyxide raffinée, en ivoire sculpté, à scènes mythologiques, reconstituée et conservée au Musée archéologique national de Florence.